# ریچارد استانتون
ریچارد استانتون (انگلیسی: Richard Stanton; ۸ اکتبر ۱۸۷۶ – ۲۲ مهٔ ۱۹۵۶) هنرپیشه و کارگردان فیلم اهل ایالات متحده آمریکا بود.